# توركواتو فيرنانديث-ميراندا
طوركواطو فيرنانديث ميراندا إيبيا (بالإسبانية: Torcuato Fernández-Miranda Hevia)‏ ‏ (10 نونبر 1915، خيخون، إسبانيا - 19 يونيو 1980، لندن) سياسي إسباني، وفقيه قانوني دستوري. عرف بكونه أستاذ خوان كارلوس الأول في القانون الدستوري، في المرحلة الجامعية، وبكونه أحد أهم المنظرين للآلية السياسية والقانونية للانتقال الديمقراطي الإسباني، خصوصا في صياغة و تدبير المصادقة على قانون الإصلاح السياسي لسنة 1976 .

تكلف طوركواطو فيرنانديث برئاسة الحكومة، بصفة مؤقتة، لمدة 11 يوما، بعد اغتيال لويس كاريرو بلانكو في دجنبر 1973، وشغل منصب رئاسة البرلمان (الكورتيس) بين 1975 و1977.

## روابط خارجية
- توركواتو فيرنانديث-ميراندا على موقع الموسوعة البريطانية (الإنجليزية)
- توركواتو فيرنانديث-ميراندا على موقع مونزينجر (الألمانية)